# کیرپان
کیرپان تیغه‌ای است که سیک‌های خالصه، همان‌طور که در منشور اخلاقی سیک‌ها مقرر شده است، باید آن را به عنوان بخشی از لباس فرم مذهبی خود بر تن کنند. از دوران کهن، کیرپان یک شمشیر تلوار با اندازه کامل به طول حدود ۷۶ سانتی‌متر (۳۰ اینچ) بود. با این حال، سیاست‌ها و قوانین استعماری بریتانیا که در قرن ۱۹ معرفی شدند، طول تیغه را کاهش داد و در عصر امروزی، کیرپان معمولاً به‌عنوان خنجر یا چاقو بازنمود می‌شود. طبق منشور اخلاقی سیک‌ها، «طول شمشیری که باید بر تن شود تعیین نمی‌گردد». این بخشی از یک دستور دینی است که توسط گورو گوبیند سینگ در سال ۱۶۹۹ صادر شد، و دستور خالصه را پایه‌گذاری کرد و پنج مظهر ایمان را معرفی کرد که باید همیشه بر تن شوند.

## ریشه‌شناسی
واژه پنجابی kirpān، ਕਿਰਪਾਨ (کیرپان) ریشه‌شناسی عامیانه‌ای از دو ریشه: واژه kirpa (کیرپا)، به معنی "بخشش"، "مرحمت"، "شفقت" یا "مهربانی"؛ و واژه aanaa (آنا) به معنی "احترام"، "مرحمت" یا "وقار" است. این واژه مشتق شده یا مرتبط با واژه سانسکریت कृपाण (kṛpāṇa، "شمشیر، خنجر، چاقوی فداکاری") است، در نهایت مشتق از قطع ریشه لغت پروتو-هندواروپایی *kerp -، از *(s)ker، به معنی "بریدن" است.

## تاریخچه

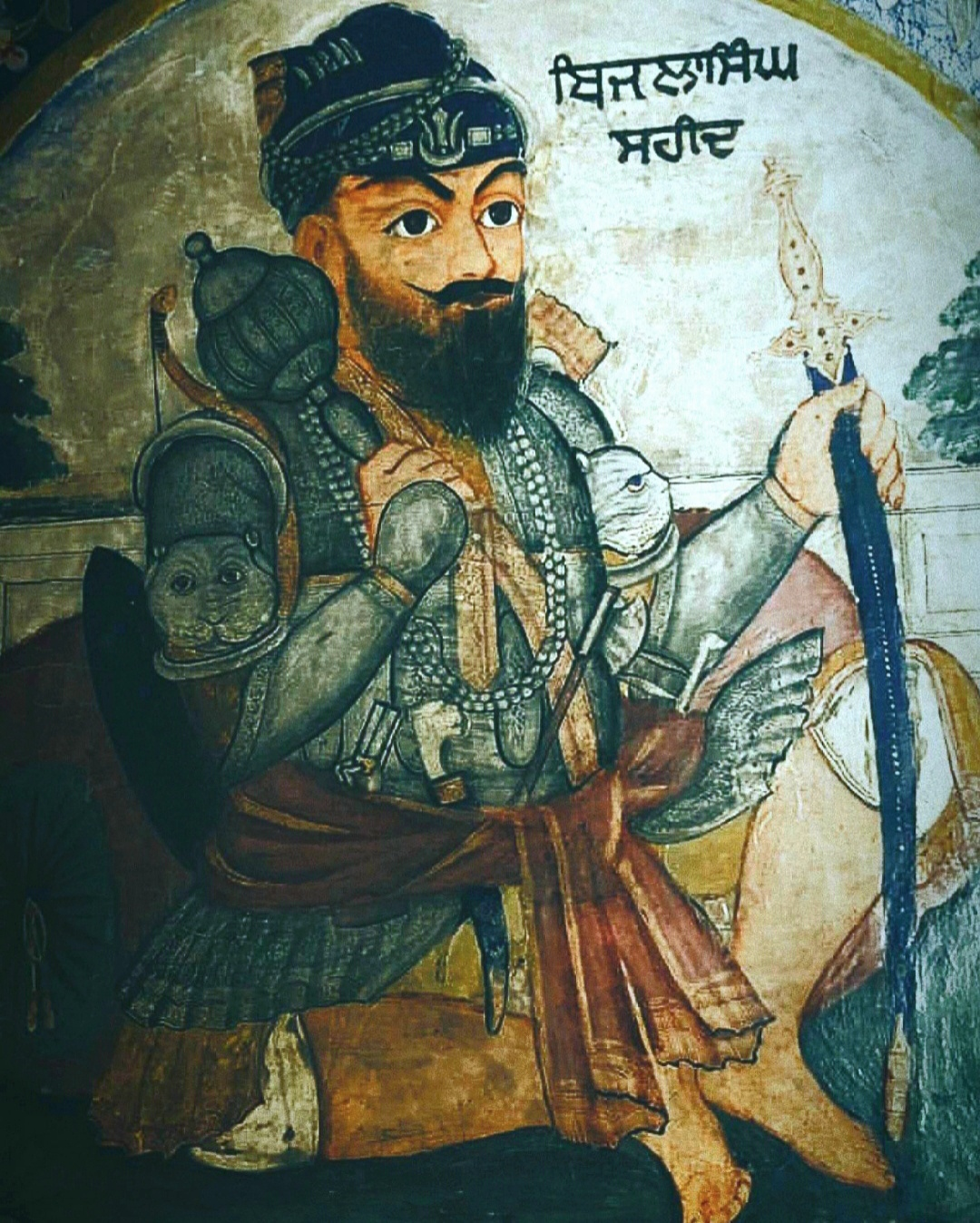
نقاشی دیواری از بیجلا سینگ در گردواره بابا اتل، امریتسار، در حالی که شمشیر کیرپان سنتی بلندی را در دست دارد، به تصویر کشیده شده است.

آیین سیک در قرن پانزدهم، در منطقه پنجاب در دوره اولیه امروزی هند تأسیس شد. در زمان تأسیس، این ناحیه غنی فرهنگی تحت حکمرانی امپراتوری گورکانی قرار داشت. در زمان مؤسس مذهب سیک و نخستین گورو، گورو نانک، آیین سیک به عنوان یک پیشخوان (counter) در برابر آموزه‌های مرسوم هندو و مسلمان جلوه کرد. اکبر امپراتور مغول، سیاست تحمل مذهبی را مورد توجه قرار داده بود. رابطه او با گوروهای سیک دوستانه بود. بعد از اکبر، روابط سیک‌ها و جانشین او، جهانگیرشاه دوستانه نبود. بعد حاکمان مغول سنت شریعت جزیه، خراجی که از غیر مسلمانان بالغ اخذ می‌شود، را دوباره برقرار کردند. گورو ارجن، پنجمین گورو به خاطر خودداری از حذف منابع (علیه) آموزه‌های مسلمانان و هندوها در آدی گرانت، احضار و اعدام شد.
این اتفاق یک نقطه عطف در تاریخ سیک تلقی می‌شود که منجر به اولین مورد نظامی‌سازی سیک‌ها تحت نظر گورو هرگوبیند، پسر گورو ارجن دیو گردید. گورو ارجن دیو برای پنج سیک که او را تا لاهور همراهی می‌کردند توضیح داد که گورو هرگوبیند باید برای حفاظت از مردم یک نیروی نظامی دفاعی تشکیل دهد.
به دنبال اعدام نهمین گورو به نام گورو تیغ بهادر توسط اورنگ‌زیب، که اعتقادات و عقاید سیک‌ها را قبول نداشت و تا حدی به خاطر تمایل او برای ایجاد قوانین اسلام در هند بود، روابط بین سیک‌ها و مغول‌ها وخیم‌تر شد. در پی اعدام رهبران و افزایش آزار و اذیت سیک‌ها، آنها به طور رسمی مدتی بعد تحت نظام خالصه، نظامی‌گری را برای حفاظت از خودشان اتخاذ کردند‌. اعدام‌ها همچنین باعث به رسمیت شناختن جنبه‌های مختلف مذهب سیک شد. گورو گوبیند سینگ، دهمین و آخرین گورو به طور رسمی کیرپان را به عنوان بند الزام‌آور برای تمام سیک‌های تعمید یافته قرار داد،   آن را یک وظیفه برای سیک‌ها در نظر گرفت تا قادر باشند از مستمندان، افراد سرکوب شده و در جهت طرفداری از عدالت و آزادی بیان دفاع کنند‌.

## از لحاظ قانونی
در دوران امروزی بحث‌هایی در مورد اجازه دادن به سیک‌ها برای حمل کیرپان، که تحت اقلام ممنوعه سلاح‌های تیغه‌ای قرار می‌گیرد، در جریان بوده است ضمن اینکه برخی از کشورها مجوز بر تن کردن آن را به سیک‌ها داده‌اند.
مسائل دیگری که اکیداً حمل آنها قانونی نیست، همچون اجازه حمل کیرپان در هواپیماهای تجاری یا جاهایی که موارد امنیتی در آن اعمال می‌شود، وجود دارد.